# Prailles-La Couarde
Prailles-La Couarde – gmina we Francji, w regionie Nowa Akwitania, w departamencie Deux-Sèvres. W 2016 roku liczba ludności wynosiła 962 mieszkańców. 
Gmina została utworzona 1 stycznia 2019 roku z połączenia dwóch ówczesnych gmin: La Couarde oraz Prailles. Siedzibą gminy została miejscowość Prailles. 